# Benedikt
Benedikt (Allemand: Sankt Benedikt in Windischbüheln) est une commune du nord-est de la Slovénie située en Basse-Styrie.

## Villages
Les villages situés sur le territoire de la commune sont Drvanja, Ihova, Ločki Vrh, Negovski Vrh, Obrat, Spodnja Bačkova, Spodnja Ročica, Stara Gora, Sv. Trije Kralji v Slovenskih Goricah, Trotkova, Trstenik, Štajngrova.

## Géographie
La commune est localisée dans la région vallonnée du Slovenske Gorice (allemand : Windisch Büheln), dans la région de Basse-Styrie. Benedikt est située à environ 20 km à l'est de la ville de Maribor.

## Démographie
Entre 1999 et 2021, la population de la commune est restée relativement stable avec une population d'un peu plus de 2 000 habitants.
Évolution démographique,
| 1999  | 2000  | 2001  | 2002  | 2003  | 2004  | 2005  | 2006  | 2007  |
| ----- | ----- | ----- | ----- | ----- | ----- | ----- | ----- | ----- |
| 2 061 | 2 101 | 2 131 | 2 142 | 2 162 | 2 167 | 2 189 | 2 211 | 2 263 |
| 2008  | 2009  | 2010  | 2011  | 2012  | 2013  | 2014  | 2015  | 2016  |
| 2 299 | 2 354 | 2 368 | 2 395 | 2 439 | 2 430 | 2 464 | 2 461 | 2 491 |
| 2017  | 2018  | 2019  | 2020  | 2021  |       |       |       |       |
| 2 486 | 2 514 | 2 577 | 2 615 | 2 614 |       |       |       |       |